# Marco Cé

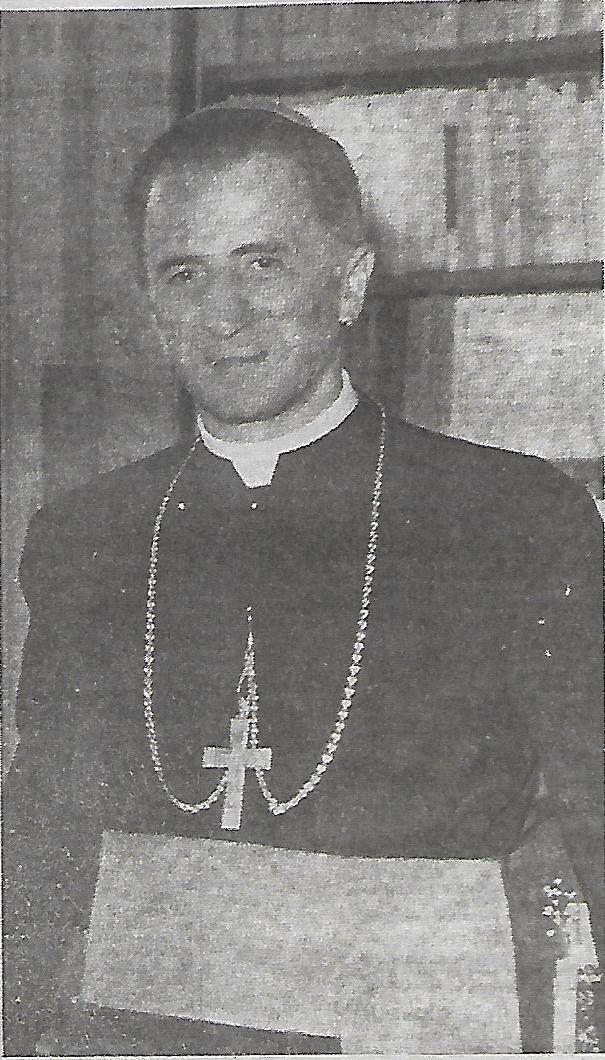
Marco Cé als Weihbischof in Bologna (1970)

Kardinalswappen von Marco Cé

Marco Kardinal Cé (* 8. Juli 1925 in Izano, Provinz Cremona, Italien; † 12. Mai 2014 in Venedig) war Patriarch von Venedig. Er zählte zu den prägenden Gestalten der katholischen Kirche Italiens.

## Leben
Marco Cé entstammte einer Familie von Landwirten und erhielt im Knabenseminar seines Heimatbistums Cremona sowie am Lyzeum von Lodi eine humanistische Ausbildung. Anschließend absolvierte er ein Studium der Katholischen Theologie an der Päpstlichen Universität Gregoriana und am Päpstlichen Bibelinstitut, das er mit dem Doktorat im Fachbereich Dogmatik und dem Lizenziat in Biblischer Theologie abschloss.
Nach seiner Priesterweihe am 27. März 1948 kehrte er in sein Heimatbistum zurück; er unterrichtete am dortigen Priesterseminar Biblische Theologie und übte das Amt des Subregens aus. Ab 1957 stand er dem Seminar als Regens vor und übernahm die Leitung der Liturgischen Kommission seiner Heimatdiözese, die in der Folgezeit für die Umsetzung der Liturgiereform während und nach dem Zweiten Vatikanischen Konzil verantwortlich war. Auch bot Marco Cé wiederholt geistliche Einkehrtage für die Jugendlichen der Katholischen Aktion sowie Priesterexerzitien an.
Am 22. April 1970 wurde Cé durch Papst Paul VI. zum Titularbischof von Vulturia und zum Weihbischof in Bologna ernannt. Die Bischofsweihe empfing er am 17. Mai 1970 durch Carlo Manziana, Bischof von Crema. Als Weihbischof war er Assistent von Erzbischof Antonio Kardinal Poma, der ihm große Teile der Verantwortung für die Diözese übertrug. Im Jahre 1976 ernannte ihn Papst Paul VI. zum Geistlichen Leiter der Katholischen Aktion. Sein Bischofsmotto war Christus ipse pax, deutsch „Christus ist unser Friede“ (Eph 2,14 ).
Nach dem plötzlichen Tod von Papst Johannes Paul I., der bis zu seiner Wahl Patriarch von Venedig war, übertrug ihm Papst Johannes Paul II. am 7. Dezember 1978 die Leitung des Erzbistums Venedig. Die Amtseinführung als Patriarch von Venedig fand am 6. Januar des folgenden Jahres statt. Dem Kardinalskollegium gehörte Marco Cé als Kardinalpriester mit der Titelkirche San Marco seit dem 30. Juni 1979 an. Der weltoffene Kardinal Cé galt lange als papabile. Papst Johannes Paul II. nahm am 5. Januar 2002 Cés altersbedingten Rücktritt an.
Cé nahm kurz vor der Vollendung seines 80. Lebensjahres am Konklave 2005, in dem Benedikt XVI. gewählt wurde, als ältester wahlberechtigter Kardinal teil. Im März 2006 hielt Kardinal Cé die ersten Fastenexerzitien für den neuen Papst und Mitarbeiter der Kurie. Am Konklave 2013 nahm er wegen Überschreitung der Altersgrenze nicht mehr teil. Kardinal Cé starb am 12. Mai 2014 in einem venezianischen Krankenhaus, in das er zuvor nach einem Schenkelbruch eingeliefert worden war.